# Nicolae Ungureanu
Pour les articles homonymes, voir Ungureanu.
Nicolae Ungureanu est un footballeur roumain né le 11 novembre 1956 à Craiova.

## Carrière
- 1975-1977 : Electroputere Craiova  Roumanie
- 1977-1987 : Universitatea Craiova  Roumanie
- 1987-1992 : Steaua Bucarest  Roumanie
- 1992-1993 : Rapid Bucarest  Roumanie

## Palmarès

### En équipe nationale
- 57 sélections et 1 but avec l'équipe de Roumanie entre 1981 et 1989.

### Avec l'Universitatea Craiova
- Champion de Roumanie en 1980, 1981
- Vainqueur de la Coupe de Roumanie en 1978, 1981 et 1983
- Demi-finaliste de la Coupe UEFA en 1983

### Avec Steaua Bucarest
- Champion de Roumanie en 1988, 1989
- Vainqueur de la Coupe de Roumanie en 1989, 1992
- Finaliste de la Ligue des champions en 1989